# Cieśnina Pohaj
Cieśnina Pohaj (chiń. 渤海海峽; pinyin Bóhǎi Hǎixiá) – cieśnina w północno-zachodniej części Morza Żółtego, między półwyspami Liaotung (Liaodong) i Szantung (Shandong). Ma długość około 50 km i szerokość ok. 120 km. Głębokość maksymalna wynosi 36 m. Największymi portami nad cieśniną są Dalian i Yantai.